# Universidad de San Buenaventura Sede Cali
Es la seccional de la Universidad de San Buenaventura, ubicada en la ciudad de Santiago de Cali, Valle del Cauca, Colombia. Es de naturaleza privada, regentada por la Provincia Franciscana de la Santa Fe de Colombia  y cuenta con acreditación de alta calidad Se crea mediante el Acuerdo n.º 100 del 6 de octubre de 1969 expedido por el Consejo de Gobierno de la Universidad de San Buenaventura.

## Historia
Comenzó actividades en 1970 con seis programas de pregrado inscritos en tres Facultades: Contaduría, Derecho y Educación. Esta última ofrecía cuatro programas: Educación Primaria, Historia-Filosofía; Español-Literatura y Matemáticas-Física. Su primera sede en Cali fue en las instalaciones del Convento de San Joaquín, conocido como Convento de San Francisco. A partir de 1980 se trasladó a la Umbría, al sur de la ciudad de Cali, hermosa sede con un campus de 260.200 metros cuadrados, que contiene canchas de tenis, fútbol, básquetbol, voleibol, piscina olímpica, parqueaderos, moderna infraestructura tecnológica y más de 85.000 metros cuadrados de construcciones para la academia que incluyen una amplia biblioteca, laboratorios de alta tecnología para talleres en ingeniería y diseño, Sala Mac de multimedia, laboratorio de video, laboratorio de investigación, laboratorio de creatividad, salas de microinformática y confortables aulas de clase.
Su nuevo edificio de laboratorios “Naranjos”, se construyó bajo los postulados de la arquitectura bioclimática en donde la sostenibilidad ambiental se basó en tres aspectos claves: el clima, la óptima utilización de los recursos naturales y la búsqueda de utilización de materiales reciclados o de bajo gasto energético

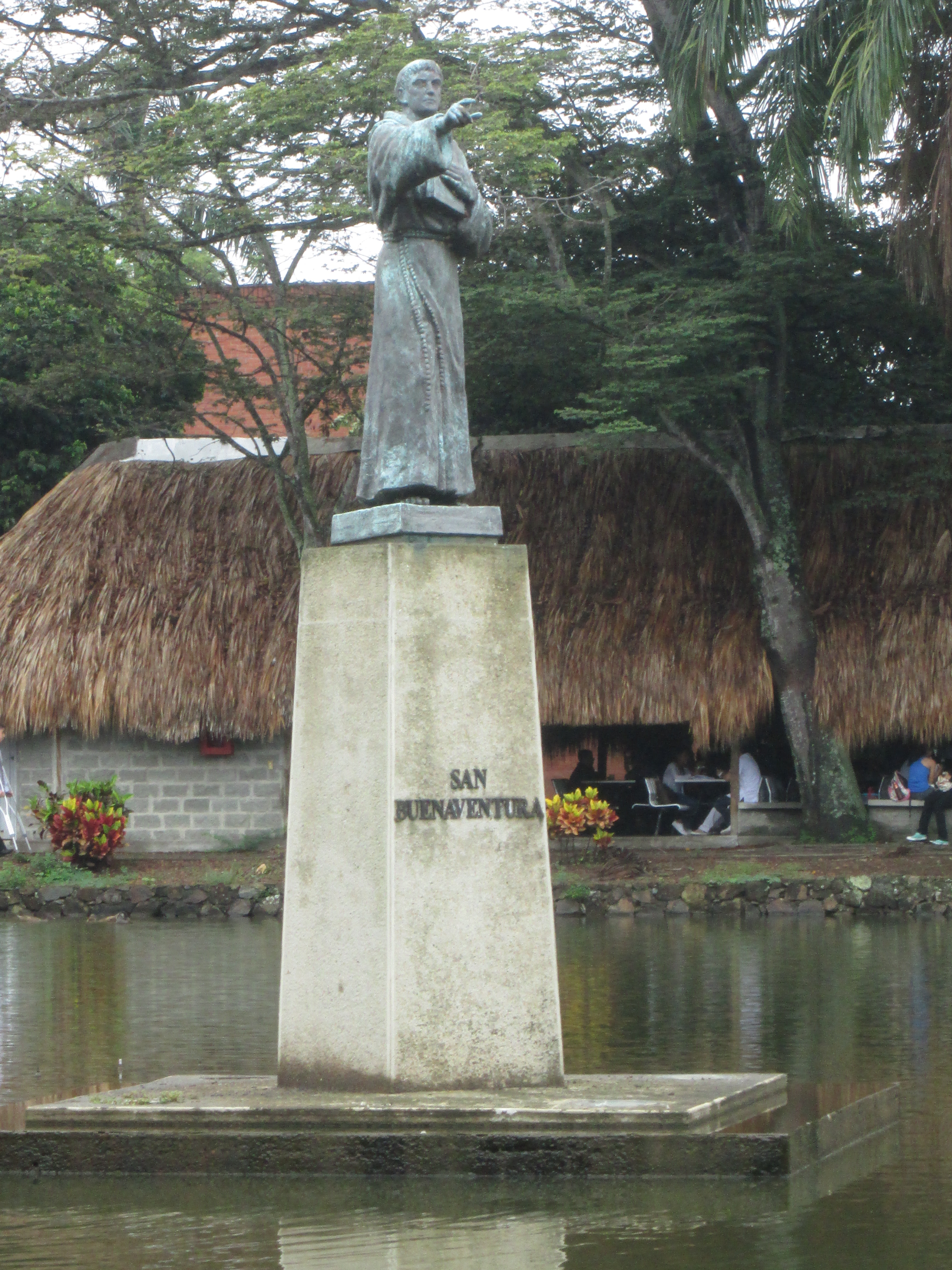
Escultura de San Buenaventura en el campus de la Universidad

Así mismo, es la primera universidad del suroccidente colombiano con un parque tecnológico y empresarial en donde los estudiantes realizan prácticas profesionales, desarrollan sus ideas de negocio e investigación y construyen sus propias empresas. El parque cuenta con cuatro torres inteligentes dotadas de la más moderna tecnología que permite a los estudiantes vivir sus procesos de emprendimiento e investigación.

## Organización
La organización académica de la Universidad la constituyen seis facultades: Arquitectura, Arte y Diseño; Ciencias Económicas y Administrativas; Derecho y Ciencias Políticas; Educación, Ingeniería y Psicología, con 16 programas de grado. De igual manera tiene una amplia oferta de maestrías, especializaciones y diplomados en las diferentes áreas del conocimiento, que le garantiza a sus egresados y al público en general actualizarse y seguir avanzando en diferentes campos de su desarrollo profesional.

## Proyección Social
La seccional interactúa con la sociedad en distintos espacios como el Centro de Desarrollo Comunitario de Siloé, que realiza labores interdisciplinarias en educación formal - preescolar, asesoría psicopedagógica a las familias, educación de adultos, así como educación no formal y acompañamiento comunitario. El Consultorio Jurídico; el Centro de Conciliación, Arbitraje y Amigable Composición; el Centro Clínica de lo Social; a través de capacitación a comunidades rurales; acompañamiento a comunidades indígenas; Programa Práctica y Orientación a Grupos de la Tercera Edad; Programa de Urbanismo y Planificación Urbana y Consultorio Gerontológico, entre otros.